# بنسن‌ویل (ایلینوی)
بنسن‌ویل (به انگلیسی: Bensenville) یک روستا در ایالات متحده آمریکا است که در ایلینوی واقع شده‌است. بنسن‌ویل ۱۴٫۳۷ کیلومتر مربع مساحت و ۱۸٬۳۵۲ نفر جمعیت دارد.